# Batman: Under the Red Hood
Batman: Under the Red Hood är en animerad superhjältefilm från 2010 med Batman som hjälte. Filmen är baserad på seriealbumet "A Death in the Family" från 1988 och "Under the Hood" från 2005-2006. Filmen släpptes direkt på DVD den 27 juli 2010. Manuset skrevs av Judd Winick, som även skrev "Under the Hood".

## Handling
Ras al Ghul har allierat sig med Jokern, vilket han djupt ångrar då han får reda på att Jokern har tillfångatagit Robin (Jason Todd). Batman är på väg, men kommer för sent för att rädda livet på sin kollega.
Fem år senare, i Gotham City, tar en maskerad man vid namn Red Hood befälet över droghandeln. Batman inser att Red Hood är en hård motståndare, dessutom är det något som är mycket bekant med honom.

## Röster (i urval)
- Bruce Greenwood – Batman/Bruce Wayne
- Jensen Ackles – Jason Todd/Red Hood
- Neil Patrick Harris – Nightwing/Dick Grayson
- John DiMaggio – Jokern
- Wade Williams – Black Mask
- Jason Isaacs – Ra's al Ghul
- Fred Tatasciore (okrediterad) – Amazo